# 新園鄉 (台灣)
22°32′38″N 120°27′42″E / 22.543858°N 120.461551°E
新園鄉位於台灣屏東縣西部沿海，北臨萬丹鄉，西隔高屏溪鄰高雄市大寮區、林園區，東鄰崁頂鄉，東南連東港鎮，南濱台灣海峽。
本鄉位處屏東平原西側，係由高屏溪及東港溪合力沖積而成，除東側的鯉魚山小坵外，地勢十分平坦，氣候上則屬熱帶季風氣候。

## 歷史
新園鄉的地名由來有兩種說法：一說是約在明末清初時代，有福建漢族移民黃上房、蕭發現等四人率眾來此地開墾，在本鄉下淡水溪畔建立家園，故稱之為「新園」；二是早期此地並無水源灌溉，而漢人慣稱水田為「田」，旱田為「園」，故將此地稱之為「新園」，意指新開墾的旱田。
1920年台灣地方改制，在此地設置「新園庄」，劃歸高雄州東港郡管轄。1945年8月，日本投降，國民政府代表同盟國接收台灣與受降，同年10月將新園庄改制為新園鄉，隸屬於高雄縣東港區。1950年3月，崁頂地區自本鄉分出，設置「崁頂鄉」；同年8月，高、屏分治，新園鄉、崁頂鄉均改隸屬於新成立的屏東縣。

## 人口
根據屏東縣東港戶政事務所統計，2024年底新園鄉戶數約1.2萬戶，人口約3.2萬人，鄉內人口最多與最少的村分別是鹽埔村與內庄村，2024年底兩村人口分別為4,673人與851人。新園鄉人口中0至14歲人口佔比7.09%，15至64歲人口佔比71.55%，65歲以上人口佔比21.36%，在屏東縣人口超過1萬人的行政區中是青壯年人口比例最高的行政區。

## 政治

### 歷任首長
| 屆次 | 姓名   | 黨籍       | 備註     |
| ---- | ------ | ---------- | -------- |
| 1    | 林連得 |            |          |
| 2    | 盧進水 |            |          |
| 3    | 楊友煌 |            | 當選無效 |
| 3    | 陳清風 |            | 補選     |
| 4    | 楊友煌 |            |          |
| 5    | 周慶耀 |            |          |
| 6    | 周慶耀 |            |          |
| 7    | 郭金龍 |            |          |
| 8    | 林春長 |            |          |
| 9    | 林新科 |            |          |
| 10   | 林新科 |            |          |
| 11   | 陳金義 |            |          |
| 12   | 周宏勝 |            |          |
| 13   | 周宏勝 |            |          |
| 14   | 何瑞成 |            |          |
| 15   | 周永霖 |            |          |
| 16   | 陳武昌 | 民主進步黨 |          |
| 17   | 陳武昌 | 民主進步黨 |          |
| 18   | 方冠丁 | 民主進步黨 |          |
| 19   | 方冠丁 | 民主進步黨 |          |

### 鄉政組織
新園鄉公所是新園鄉最高層級的地方行政機關，在中華民國政府架構中為鄉自治的行政機關，同時負責執行縣政府及中央機關委辦事項。新園鄉的自治監督機關為屏東縣政府。鄉長由全體鄉民直接選舉產生，任期為四年，可連選連任一次。新園鄉公所並置鄉政會議，為鄉政最高決策機構，在鄉長之下，設有5課4室等9個內部單位及3個附屬機關。
新園鄉民代表會是新園鄉的最高民意機關，代表新園鄉全體鄉民立法和監察鄉政。鄉民代表由公民直選選出，任期為四年，可連選連任。新園鄉民代表會共有11位鄉民代表，分別為第一選區3席鄉民代表、第二選區3席鄉民代表、第三選區2席鄉民代表、第四選區3席鄉民代表，主席、副主席由11位鄉民代表互選產生。

### 行政區
現今新園鄉行政範圍的確立，來自於1950年3月24日，將原屬新園鄉的崁頂、過溪子、洲子、力社等地劃出崁頂鄉。同年再度調整行政區域，新園鄉改隸新成立的屏東縣。新園鄉的行政區劃轄有瓦磘村、仙吉村、田洋村、港墘村、內庄村、新東村、新園村、港西村、五房村、烏龍村、興龍村、中洲村、南龍村、鹽埔村、共和村等15個村，共計292鄰。
| 新園鄉行政區劃 |
| 田 洋 村 仙 吉 村 瓦 磘 村 港墘村 新 東 村 內村 新園村 港 西 村 五 房 村 興 龍 村 烏龍村 中 洲 村 南 龍 村 鹽埔村 共和村 |

### 警政治安
- 屏東縣政府警察局東港分局
  - 新園分駐所：仙吉村仙吉路140號。
  - 興龍派出所（原名烏龍派出所，1991年7月1日更名）：興龍村南興路278號。

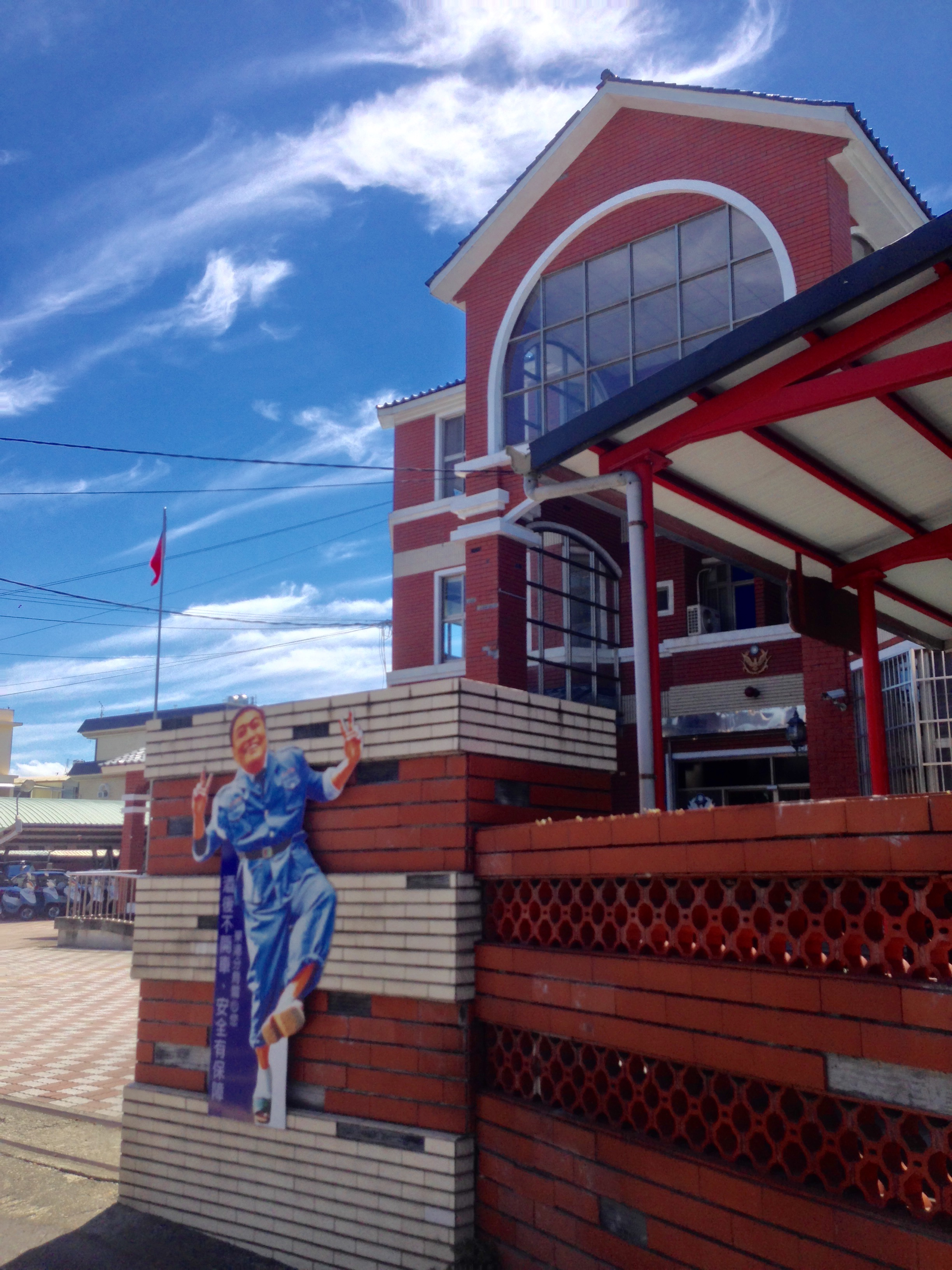
興龍派出所，原名「烏龍派出所」

## 教育

### 國民中學
- 屏東縣立新園國民中學

### 國民小學
- 屏東縣新園鄉新園國民小學
- 屏東縣新園鄉仙吉國民小學
- 屏東縣新園鄉港西國民小學
- 屏東縣新園鄉瓦磘國民小學
- 屏東縣新園鄉烏龍國民小學
- 屏東縣新園鄉鹽洲國民小學

## 交通

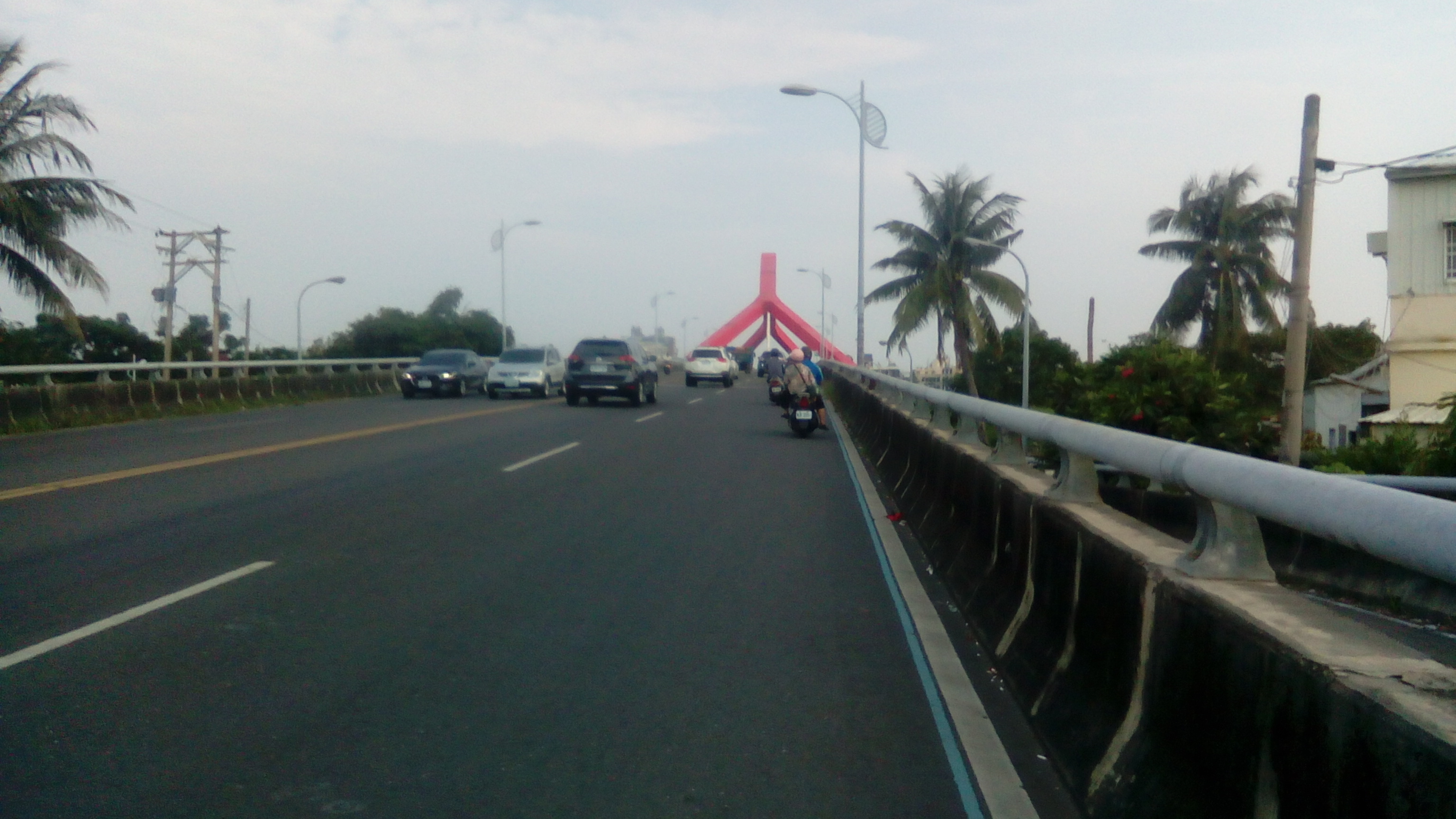
進德大橋新園端

### 公路
省道
- 台17線
- 台27線

縣道
- 縣道185甲線（原屏58線。2014年1月10日併編）

鄉道
- 屏55線
- 屏57線
- 屏60線
  - 屏60-1線
- 屏62線
- 屏63線
- 屏64線
- 屏65線

### 客運
- 屏東縣公車
  - 520：東港轉運站－捷運小港站
  - 709：井仔頭普安宮－潮州轉運站(香社線)
- 一般公路客運路線
  - 8202：屏東轉運站－萬丹－東港轉運站(經廣安、內庄)
  - 8203：屏東轉運站－萬丹－東港轉運站(經社皮、五房、進德大橋)
- 聯營公路客運路線（高墾線）
  - 9117：高雄－台17線－墾丁
  - 9117A：高雄－台17線－枋寮
  - 9117B：高雄－小港機場－東港碼頭－枋寮
  - 9127：高雄－台88線－東港－大鵬灣

### 公共自行車YouBike2.0
YouBike2.0系統於2023年2月1日正式營運，截至2024年7月29日於新園鄉內設置1處站點。

### 捷運規劃
高雄捷運
- 林園東港線（規劃中）：預計2027年工程設計施工啟動，整體需至少10年才能完工通車[8]。
  - LD1站：五房
  - LD2站：烏龍
  - LD3站：南龍

### 航運
大福琉球線(鹽琉線)
- 鹽埔漁港- 小琉球渡船頭（大福漁港）

## 信仰中心
- 台灣基督長老教會屏東中會新園教會：由萬丹教會為慶祝60週年於1956年於新園鄉分設之子會，為新園鄉之基督信仰中心，除禮拜堂外，現設有牧育館一棟。
- 新惠宮，新園三十六庄的信仰中心
- 仙隆宮
- 龍聖宮

## 旅遊
- 進德大橋
- 鹽埔漁港
- 鯉魚山及鯉魚湖
- 赤山巖：主祀觀世音菩薩，建立於清朝初年。

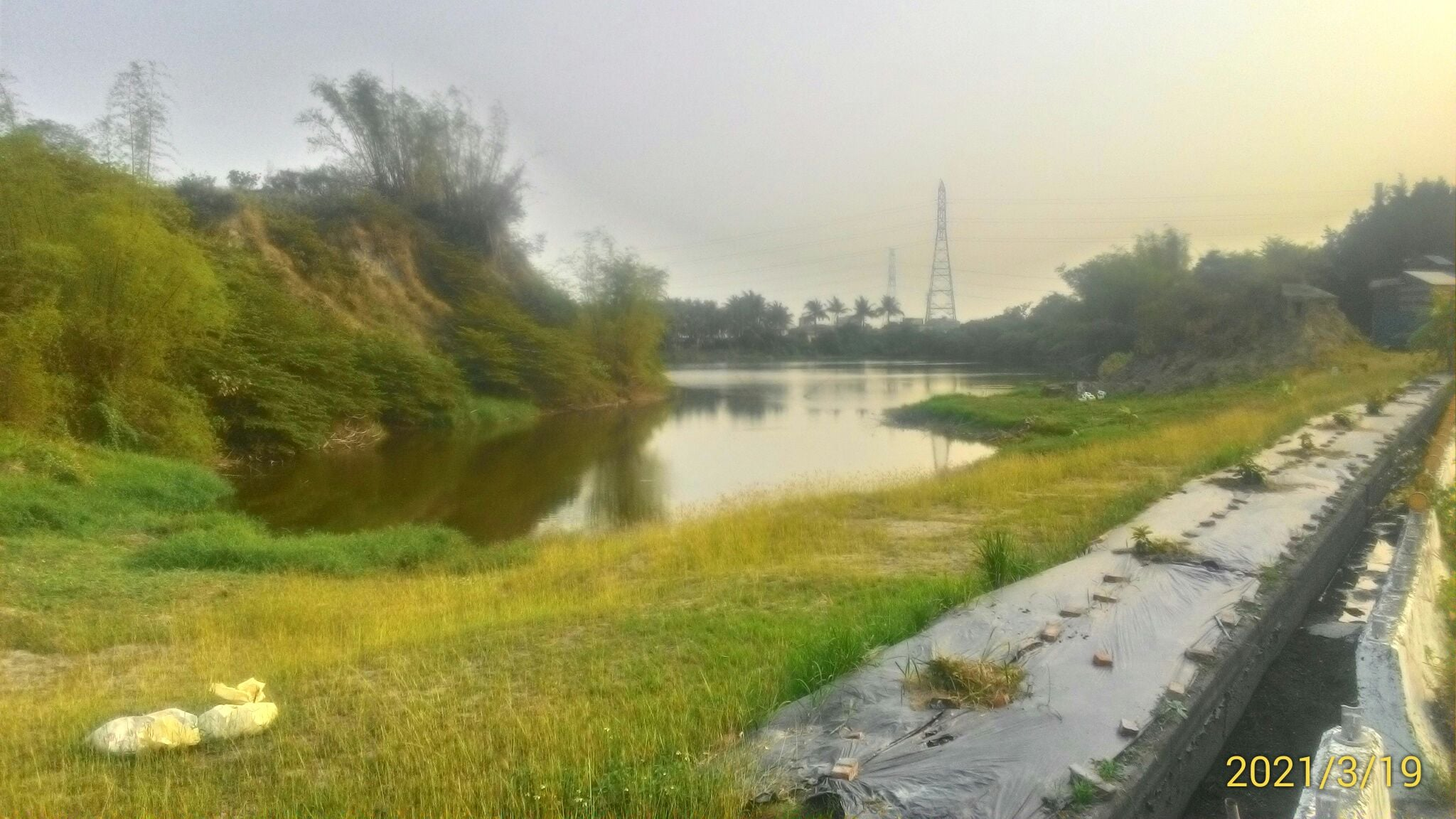
鯉魚山旁的鯉魚湖

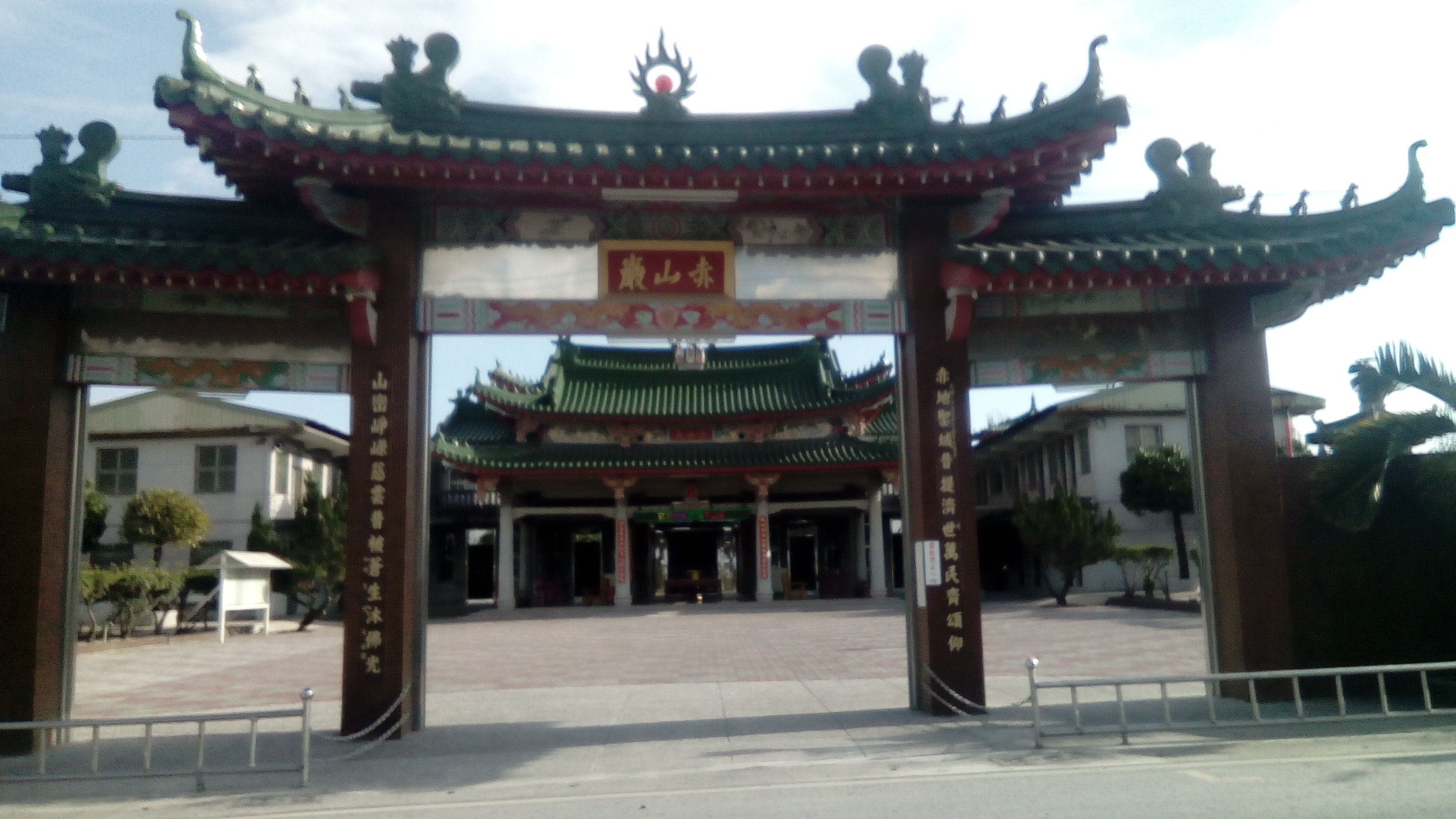
新園赤山巖

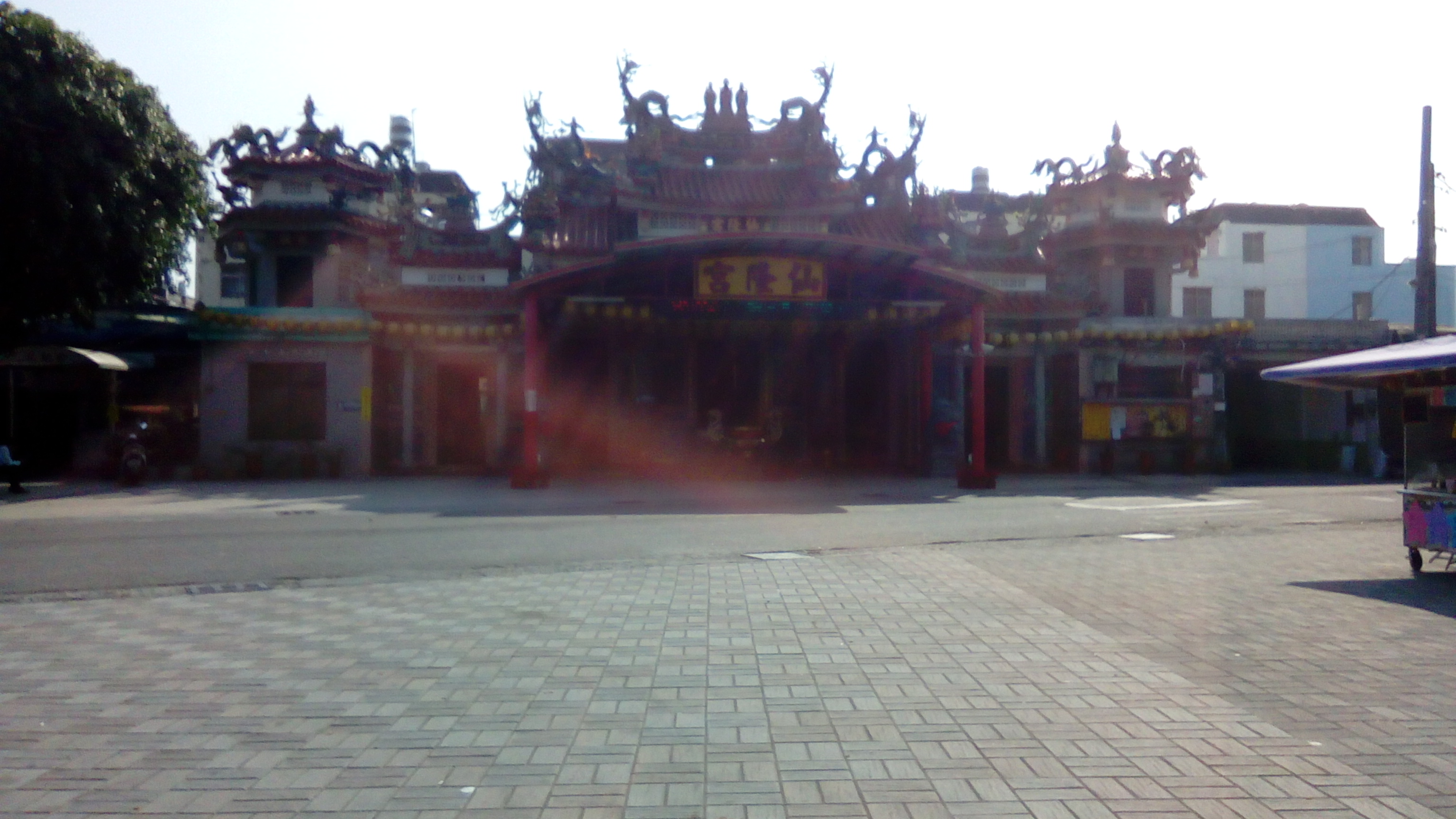
仙吉村的地標–仙隆宮(通稱仙公廟)

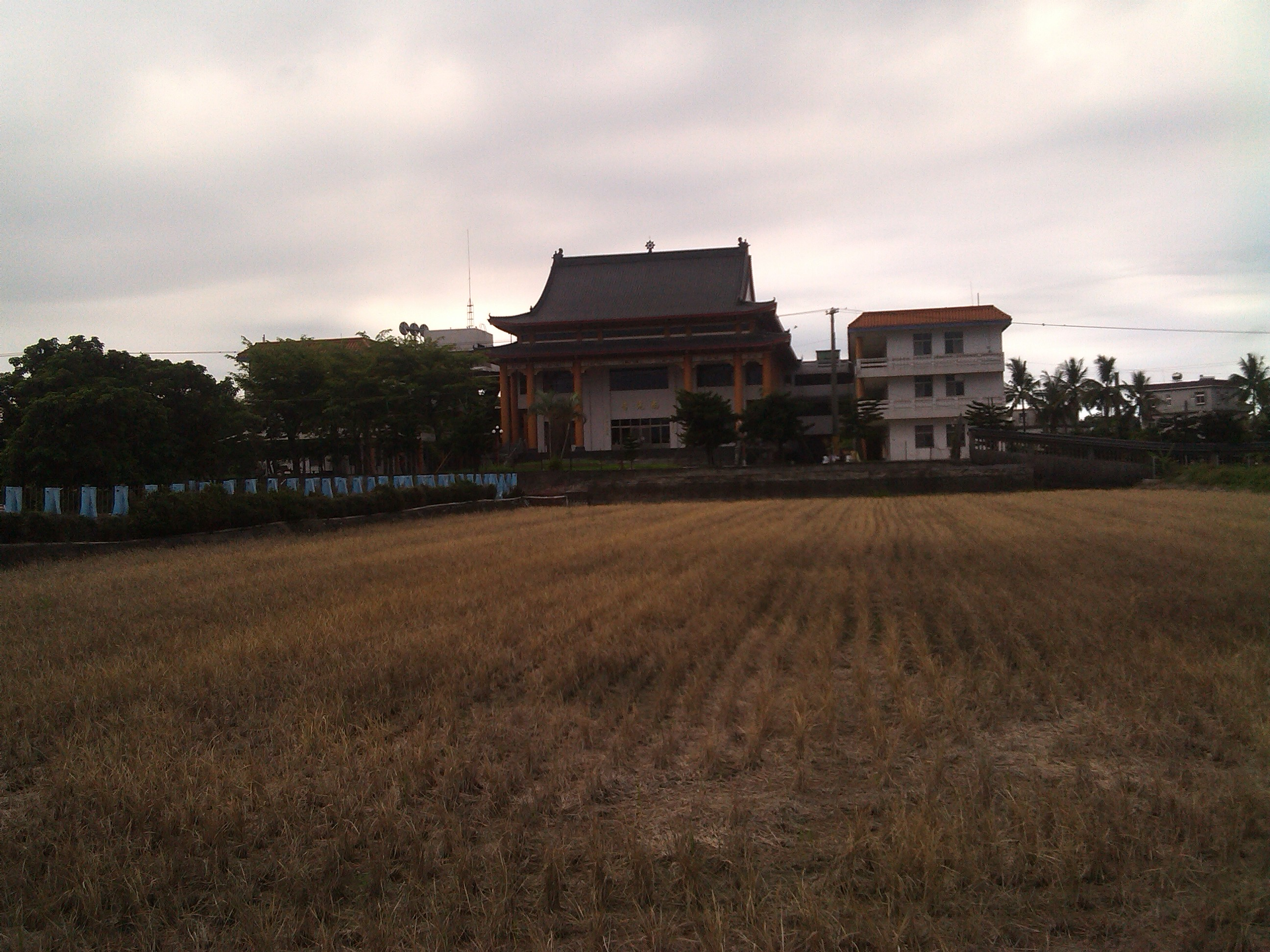
新園鄉佛教重地「南光寺」

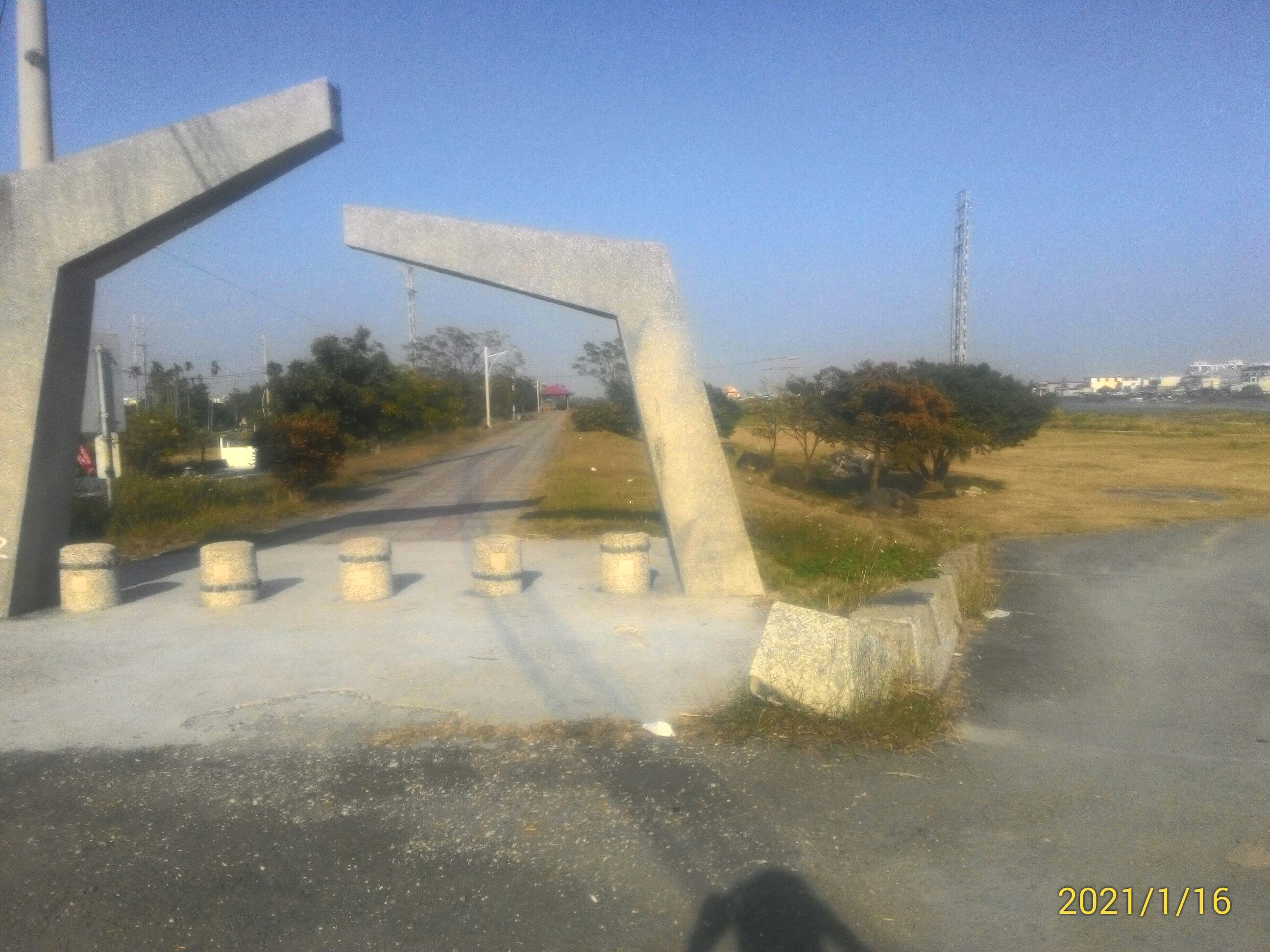
新園鄉烏龍河濱公園

- 南光寺：清淨的佛教修行場所，設計完全是以靜態休閒為主。
- 新惠宮：主祀天上聖母，為新園三十六庄的信仰中心。
- 紫竹林慈性佛堂：主祀觀世音菩薩，院內環境清幽，宛如世外桃源。
- 仙隆宮：主祀五穀仙帝，廟貌為華南重簷硬山式。
- 百八番烏龍大聖公媽廟：讓信徒轉動神像來祈求夫妻感情融洽或斷絕外遇的習俗而聞名。
- 泥火山
- 烏龍河濱公園
- 烏龍派出所
- 新園海洋航運園區

## 特產
- 水稻
- 香蕉
- 紅豆
- 苦瓜
- 芹菜管

## 名人
- 楊登魁
- 陳一郎
- 黃文星
- 謝京穎
- 林良歡
- 周典論
- 周佳琪
- 柯文福

## 外部連結
- 新園鄉公所 （页面存档备份，存于）